# 奇異LM1600燃氣渦輪發動機
奇異國際LM1600燃氣渦輪發動機，是奇異航空生產的工業和船用燃氣渦輪發動機，衍生自F404渦輪扇發動機。LM1600可提供20,600匹軸馬力（15,400千瓦特），在ISO 3977標準下，热效率为37%。

## 外部連結
- Official site (GEAE).